# Rodionovka (Nijni Nóvgorod)
|  | Per a altres significats, vegeu «Rodionovka». |

Rodionovka (en rus: Родионовка) és un poble de l'óblast de Nijni Nóvgorod, a Rússia, segons el cens del 2010 no tenia cap habitant, pertany al municipi d'Atxka.